# The Best of DJ Quik: Da Finale
The Best of DJ Quik: Da Finale è la prima raccolta del rapper statunitense DJ Quik, pubblicata il 19 novembre del 2002 e distribuita da Arista e da una sussidiaria della BMG.
| Recensione | Giudizio |
| ---------- | -------- |
| AllMusic   | [ 1 ]    |
| HipHopDX   | [ 2 ]    |

## Tracce
La traccia 16 riportata sulla copertina è contenuta nella traccia 15.
1. Quik Is the Name (Intro) – 0:35 (DJ Quik)
2. Sweet Black Pussy – 4:20 (testo: David Blake, Clarence Reid – musica: DJ Quik)
3. Tonite – 5:23 (testo: Blake, Charlotte Caffey, Peter Case, Jane Wiedlin – musica: DJ Quik)
4. Born and Raised In Compton – 3:24 (DJ Quik)
5. Loked Out Hood – 2:50 (DJ Quik)
6. Safe + Sound – 4:43 (testo: George Archie, Blake – musica: DJ Quik, G-One (co-prod.))
7. Dollaz + Sense – 5:53 (DJ Quik)
8. Summer Breeze – 4:32 (testo: Blake, Jerome Louis "J.J." Jackson – musica: DJ Quik)
9. Quik's Groove VII – 3:49 (DJ Quik)
10. Jus Lyke Compton – 4:10 (testo: Rob Bacon, Blake – musica: DJ Quik, Rob "Fonksta" Bacon (co-prod.))
11. So Many Wayz (featuring 2nd II None & Peter Gunz) – 5:39 (testo: George Archie, Darius Barnett, Blake, Kelton McDonald, Peter Pankey – musica: DJ Quik, G-One (co.))
12. Hand In Hand (featuring 2nd II None & El DeBarge) – 4:18 (testo: Barnett, Blake, Eldra Patrick DeBarge, McDonald – musica: DJ Quik)
13. Down, Down, Down (featuring Suga Free, AMG & Mausberg) – 4:43 (testo: Blake, Johnny Burns, Jason Lewis, Dejuan Walker – musica: DJ Quik)
14. You'z a Ganxta – 4:22 (DJ Quik)
15. Speed – 3:20 (testo: Blake, Lewis, Maurice White, Verdine White – musica: DJ Quik)
16. Pitch in on a Party – 4:07 (DJ Quik)
17. Do I Love Her? (featuring Suga Free) – 4:11 (testo: Blake, Walker – musica: DJ Quik)
18. Streets Iz Callin' (featuring Chuckey) – 3:45 (DJ Quik)
19. Trouble (featuring AMG) – 3:41 (testo: Blake, Lewis – musica: DJ Quik)

Durata totale: 77:45

## Classifiche
| Classifica (2002)         | Posizione massima |
| ------------------------- | ----------------- |
| US Top R&B/Hip-Hop Albums | 43                |